# László Csatáry
Pour les articles homonymes, voir Csatári.
Dans le nom hongrois Csizsik-Csatáry László, le nom de famille précède le prénom, mais cet article utilise l’ordre habituel en français László Csizsik-Csatáry, où le prénom précède le nom.
László Csizsik-Csatáry, caché sous le nom de Smith L. Csatary, né le 4 mars 1915 à Mány et mort le 10 août 2013 à Budapest, est un criminel de guerre nazi hongrois.

## Biographie

### Seconde Guerre mondiale
Après l'accession au pouvoir du Parti des Croix fléchées pro-Hitler, le 16 octobre 1944, László Csizsik-Csatáry exerce la fonction de chef de la police du ghetto juif de Kassa (actuelle Košice). Il y supervise l'élaboration des listes d'habitants et y recherche les Juifs afin de leur confisquer des objets de valeur. Responsable de la déportation de 15 700 Juifs vers le camp d'Auschwitz, il quitte Kassa le 19 janvier 1945. Le 8 juin 1948, il est condamné par contumace à la mort par pendaison par la Cour populaire du district de Košice.

### Fuite et fin de cavale
Après la Seconde Guerre mondiale, il s'enfuit au Canada, à Montréal et Toronto, sous l'identité de Smith L. Csatary, puis est naturalisé canadien avant de devenir marchand d'art.
Il est déchu de sa nationalité en 1997, puis s'enfuit du pays lorsque le gouvernement canadien diligente une enquête à son sujet.
En septembre 2011, le bureau du procureur de Budapest lance également ses propres investigations, sur la base d'informations transmises par le Centre Simon-Wiesenthal, lui-même renseigné par un informateur,.
Les poursuites sont réactivées en 2012,. En juillet 2012, il est retrouvé et photographié dans la capitale hongroise par des journalistes du Sun,, toujours sur la base des informations du Centre Simon-Wiesenthal. Il est finalement arrêté par la police hongroise le mercredi 18 juillet 2012 à Budapest et assigné à résidence. Le 7 août 2012, le parquet de Budapest déclare impossible son implication dans la déportation de 300 personnes vers Kamianets-Podilskyï en Ukraine.
En août 2012, des documents prouvant que Csatáry a été capturé à Veszprém puis condamné à 20 ans de prison à Pécs sont découverts.
En septembre 2012, la Slovaquie annonce avoir lancé une enquête sur les agissements de Csatáry durant la guerre.
Le 8 novembre 2012, il est entendu par le juge d'instruction, et son avocat, Horváth B. Gábor, demande qu'il soit mis fin à son assignation à résidence à la fin du mois de novembre.
En décembre 2012, la police slovaque annonce la découverte d'un témoin clef pouvant témoigner contre Csatáry et qui permettrait de déterminer son rôle exact,.
En juin 2013, il est mis en accusation par le parquet de Budapest pour avoir en mai et juin 1944, en tant que chef du camp d'internement de la briqueterie de Kassa (aujourd'hui Košice), battu régulièrement les prisonniers sans raison et sans considération pour leur sexe, leur âge ou leur santé, et participé activement à leur déportation vers les camps d'extermination dans des conditions inhumaines, interdisant notamment de découper des fenêtres dans les wagons à marchandises surchargés,.
Le criminel de guerre nazi, alors considéré comme le plus recherché au monde par le Centre Simon-Wiesenthal, est mort à l'âge de 98 ans à Budapest, le 10 août 2013, des suites d'une pneumonie.
En 2014, un ouvrage publié à compte d'auteur en Hongrie affirme l'innocence de László Csatáry, à partir de documents d'archives et de bibliothèques analysés par trois chercheurs privés et qui montreraient que les crimes de guerre qui lui sont imputés n'ont pas existé ou n'ont pas été commis par lui.[pertinence contestée]